# Trato de favor (Zarzuela)
Trato de Favor es una zarzuela contemporánea en dos actos y trece escenas con música del maestro Lucas Vidal y libreto del reconocido periodista, presentador de televisión y escritor Boris Izaguirre, estrenada en el Teatro de la Zarzuela de Madrid el 29 de abril del 2023. Se trata de la última de las más de 800 composiciones líricas de autores españoles estrenadas en el escenario situado junto a la recién bautizada Plazuela de Teresa Berganza.
Esta nueva zarzuela que cuenta con la dirección escénica de Emilio Sagi, escenografía de Daniel Bianco y en la que los maestros Andrés Salado y Salvador Vázquez alternan en la dirección musical, está dotada de un tono decididamente cómico, absurdo y humano. Se trata de una farsa divertida, sin gravedad ni crítica demoledora, pero repleta de buena música (repartida en dieciocho números musicales) y con un argumento peculiar que nos traslada a las décadas de los años ochenta y noventa en España.

## Ficha artística
- Dirección musical: Andrés Salado y Salvador Vázquez
- Dirección escénica: Emilio Sagi
- Escenografía: Daniel Bianco
- Vestuario: Jesús Ruiz
- Iluminación: Albert Faura
- Coreografía: Nuria Castejón
- Orquesta de la Comunidad de Madrid (Titular del Teatro de la Zarzuela)
- Coro Titular del Teatro de la Zarzuela.

## Reparto
| Personaje      | Tesitura        | Repartos del estreno en 2023          |
| Ana Mía        | Soprano         | Ainhoa Arteta y María Rey-Joly        |
| Mayka          | Mezzosoprano    | Nancy Fabiola Herrera y Cristina Faus |
| Juan Miguel    | Tenor           | Enrique Ferrer y Javier Tomé          |
| Mercedes       | Actriz-cantante | Gurutze Beitia                        |
| La Colombiana  | Soprano cómica  | Amelia Font                           |
| La Venenosa    | Mezzosoprano    | María José Suárez                     |
| Chelo          | Soprano         | Amparo Navarro                        |
| Cuca           | Actriz-cantante | Lara Chaves                           |
| El Presentador | –               | Boris Izaguirre                       |

## Argumento
Primer acto
En un lugar olvidado de España se encuentra la cárcel de mujeres Las Albricias. En ella, tras un acuerdo con la Supervisión General de Prisiones, se celebra cada año un festival de zarzuela, ideado por un recluso externo, Juan Miguel, otrora célebre compositor y productor musical en prisión por varias condenas de estafa.
Precisamente, en pleno ensayo de uno de los números para ese festival, Juan Miguel intenta, sin mucho éxito, sintonizar un boletín informativo en su radio transistor. El preso tiene el presentimiento de que en Las Albricias está a punto de suceder algo que a todos les afectara profundamente.
La deficiente señal de radio en el patio de Las Albricias dificulta la comunicación, pero conseguimos entender que se trata del esperado anuncio de la condena de la célebre cantante y actriz, Ana Mía, por la evasión de impuestos y ocultamiento de patrimonio de su marido, el productor y psicólogo argentino, Carlo Bruni, quien ha huido del país mientras que Ana Mía asumirá sus delitos e irá a la cárcel en su lugar, un caso que mantiene en vilo al país entero.
Juan Miguel está convencido de que Ana Mía terminará en Las Albricias, siendo posible el reencuentro con la mujer a la que convirtió en la más grande estrella de su generación. Y a la que también estafó.
Durante el ensayo del número principal del festival que tiene lugar en el patio de la prisión, podemos conocer algo más de las mujeres que cumplen condena. Es el caso de La Venenosa, una mujer engañada por sus maridos a los que despidió de este mundo a través de mortíferos venenos. De La Colombiana, desdichada traficante de sustancias ilegales. De Cuca, sencilla chica rural que insiste en repetir siempre la última frase de todo lo que oye.
Más o menos encarceladas están también Mayka, la Directora del centro, una mujer marcada por su pasado. Y Mercedes, la Supervisora General de Prisiones, una mujer adusta y en apariencia inflexible. Mayka accede a contarle a Mercedes cómo ha conseguido transformar su pasado delictivo en un exitoso programa de rehabilitación que la he llevado a dirigir el centro penitenciario.
La radio anuncia el veredicto alcanzado por la autoridad judicial. En efecto, la gran Ana Mía, cumplirá su condena en la cárcel de Las Albricias. Mercedes, la Supervisora, advierte de inmediato, que bajo ningún concepto permitirá que se tenga con la estrella cualquier tipo de trato de favor. «Es una reclusa más», sentencia.
Ana Mía escucha la noticia sobre su condena y la cárcel de Las Albricias en su camerino, que, siguiendo una tradición legendaria, acaba de ser rociado por su perfume favorito a manos de Chelo, su doncella.
Quien al mismo tiempo que manifiesta repulsión ante el aroma, revela que detesta a su ama porque ella se ha quedado con el amor de Juan Miguel y además con la carrera y el estrellato que el productor le había prometido. Chelo también intenta convencer a Ana Mía de que debe ver su condena como una oportunidad: siempre se queja de que su éxito y su carrera son también una prisión y que nunca ha sido libre. Ana Mía también se confiesa como un ser que alberga «un abismo del mal y un remanso de paz, al mismo tiempo». Y son estas declaraciones las que impulsan a Chelo a revelar que ella falsificó la firma de la actriz en los contratos con los que luego la estafó Juan Miguel. Y al escuchar estas crueles verdades, Ana Mía transforma el rociador de perfume en un revólver con el que dispara a Chelo y toma la decisión de que ahora sí habrá cometido un crimen que la retendrá en la cárcel el tiempo suficiente para encontrarse a sí misma y así conocer esa ansiada libertad.
En otra parte de la cárcel, La Venenosa, Cuca y La Colombiana se manifiestan sorprendidas de los planes en la prisión para su recibimiento. Se han hecho con un plano de las obras previstas para la celda donde se alojará la famosa nueva presa. La Venenosa comenta, insidiosa, que le están preparando una «choza de lujo». Envalentonadas, La Venenosa y compañía concluyen que recibirán a Ana Mía con un gran cóctel con el que le darán la bienvenida.
Mayka se refugia en la capilla, donde goza y sufre por su temor a recibir como reclusa alguien por quien siente una admiración entre la devoción y el deseo. La llegada de Ana Mía a la cárcel de Las Albricias se acompaña con un espléndido número de baile, castañuelas y un voluminoso equipaje que pone en jaque la sentencia de Mercedes, la Supervisora General de Prisiones, en contra de cualquier trato de favor para Ana Mía. Las tres «hadas madrinas» de Ana Mía, Cuca, La Colombiana y La Venenosa se unen al resto de alborotadas recusas proponiendo un brindis por Ana Mía.
Segundo acto
Apenas bebido, la nueva reclusa se desploma y entra en un sueño largo del que Mayka, Juan Miguel, La Venenosa, Cuca y La Colombiana procuran despertarla, que recupere la memoria, recordando sus películas. Mercedes empieza a tejer su plan: aprovechar la amnesia de Ana Mía, para conseguir que actúe en Las Albricias, en un número musical diseñado por Juan Miguel (por el que rebajaría su condena), cobrando las entradas por ello. Cuca intenta advertirle que su plan es casi corrupción, a lo que Mercedes responde con desdén que se trata de pura diversión.
Al quedarse solas, Mayka se aproxima a su «bella durmiente» y, como en el célebre cuento de hadas, consigue despertarla con un beso. Igual que sucede en ese cuento, Ana Mía se enamora de la primera persona que ve al ser despertada: Mayka.
Mayka le recuerda que están en una cárcel que ella dirige y que no es un lugar para el amor. Ana Mía, enamorada, le canta sobre lo que siente: «Quizás es mejor no recordar quien fui yo». Y terminan abriéndose al amor que acaban de descubrir cantando que «en vez de morir, nos pondremos a vivir».
El Show de Ana Mía en Las Albricias se convierte en mucho más que un taquillazo para la institución penitenciaria. El fenómeno propicia que la letra de la canción «Hacer de la rehabilitación, una revolución», se haga realidad y provoca una ola de ingresos en la prisión como nunca antes se había visto. Y esos nuevos reclusos, delincuentes de toda índole y condición social, se hacen llamar «La Nueva Sociedad».
Alertados por este fenómeno y la creciente popularidad de Ana Mía, llega a Las Albricias una inesperada notificación. En ella se informa que el concurso musical Eurovisión ha tomado la decisión de nombrar a Ana Mía «candidata a representar España en la venidera edición del concurso». Y que «por vez única, este abandonará su sede para retransmitir la actuación de Ana Mía desde la cárcel de Las Albricias».

## Números musicales

### Primer acto

#### Escena 1
Prólogo (La cantante Ana Mía espera, como el resto de nosotros) VOZ RADIO, JUAN MIGUEL.
Nº 1. Presentación (Las Albricias serán todo promesas) CORO DE MUJERES.
Nº 2. Ensayo: «Coro de las espigadoras», La rosa del azafrán* (Esta mañana, muy tempranico) MAYKA, CORO DE MUJERES.
Nº 3. El pasado de Mayka (¿Qué te pasa, Mayka?) MERCEDES, MAYKA, VENENOSA, COLOMBIANA, CUCA, CORO DE MUJERES.
Nº 4. 15 Años (No es mía, la citaba Truman Capote / Sí, quince años, llevo ya) JUAN MIGUEL, COLOMBIANA, VENENOSA.
Nº 5. Lo hicimos por amor (Es de lo que todos hablan…) MAYKA, VENENOSA, COLOMBINA, CUCA, JUAN MIGUEL, CORO DE MUJERES, MERCEDES.
Escena 2
Nº 6. Dueto de Ana Mía y Chelo (Quizás tengas razón… / Un juguete sin piedad…) ANA MÍA, CHELO.
Escena 3
Nº 7. Venenosa y Colombiana (Seguid las instrucciones Lorenzo Castillo) MERCEDES, VENENOSA, COLOMBIANA.
Escena 4
Nº 8. Mayka en la capilla (Nunca he sentido más miedo y más atracción) MAYKA, CORO DE MUJERES.
Escena 5
Nº 9. Gran entrada de Ana Mía (Ana Mía, tras asesinar a sangre fría a su fiel doncella) VOZ RADIO, CORO, BAILARINES, ANA MÍA, JUAN MIGUEL, VENENOSA, MAYKA.

### Segundo acto
Escena 6
Nº 10. Sus películas (Ya llevamos cinco días con este ritual) COLOMBIANA, CUCA, JUAN MIGUEL, CORO, VENENOSA, MAYKA, MERCEDES.
Nº 11. Beso de Mayka y Ana Mía (Pero,… ¿dónde estoy? ¿Es París?) ANA MÍA, MAYKA.
Nº 12. Amnesia de Ana Mía (Quizás mejor sin recordar quién fui yo) ANA MÍA, MAYKA.
Escena 8
Nº 13. Show de Ana Mía (¡Ahh, ahh, ahh! ¡Ah, ah!) CORO DE MUJERES Y HOMBRES, ANA MÍA, PÚBLICO, MERCEDES, CUCA.
Escena 9
Nº 14. La Nueva Sociedad (Lo que está pasando en la Cárcel de Las Albricias) VOZ RADIO, CANTANTES, VENENOSA, COLOMBIANA, CUCA, CORO DE MUJERES Y HOMBRES.
Nº 14-EU. Pasodoble de Eurovisión (Por medio de la presente) MERCEDES, CUCA.
Escena 10
Nº 15. Eurovisión (¿Por qué siempre que llegamos a este festival…?) ANA MÍA, COLOMBIANA, VENENOSA, CUCA, CORO DE MUJERES Y HOMBRES.
Escena 12
Nº 16. La venganza de Chelo (¡¡Chelo!! ¡¡Reviviste!!) ANA MÍA, CHELO.
Escena 13
Nº 17. Gran final (Mayka, morir cuando al fin he comprendido que la Libertad significa amar) ANA MÍA, PRESENTADOR, CORO DE MUJERES Y HOMBRES, REPARTO.